# 中央テレコム
中央テレコム（ちゅうおうテレコム、ロシア語: ОАО «Центртелеком»）はロシアの通信会社大手。固定電話、インターネット接続事業などを展開し、ロシア国内ではロステレコム、MTS、ヴィムペルコム、メガフォンに次いで第5位の事業者である。中央テレコムはMICEXとRTSに上場しており、スヴャジインベスト社が中央テレコム株の50.69％を保有する支配株主である。

## 沿革
中央テレコムの歴史は、19世紀後半のモスクワに電報施設が出来たときに始まった。
1922年から1926年にかけて、電信郵便局はモスクワ地方通信局に再編された。ソ連時代、通信システムはたびたび改革された。組織は徐々に発展し、機材設備の機能向上にも努め、当時最新の通信システムが導入され、通信網は国の経済力、人口増加、そして国防の要求に答えるため近代化を進めた。
ソ連崩壊後の劇的な社会的・経済的変化により同社も体制の変更を余儀なくされた。1994年6月20日、モスクワ地域に公開株式会社「エレクトロスヴャジ」が設立され、2001年には公開株式会社「中央テレコム」へと社名を変更した。
2002年、モスクワ地方の17の地域系通信会社が合併し中央テレコムに統合された。

## 事業支店
中央テレコムはベルゴロド、ブリャンスク、ウラジーミル、ヴェルフニェ ヴォルジェスキー、ヴォロネジ、カルーガ、クルスク、リペツク、モスクワ、オリョール、リャザン、スモレンスク、タンボフ、トヴェーリ、トゥーラ、の15か所に15支店を持つ。